# Svindinge
Svindinge är en tätort i Nyborgs kommun i Region Syddanmark i Danmark. Tätorten har 292 invånare (2024). Den ligger på Fyn, cirka 12,5 kilometer sydväst om Nyborg.